# 今野大力
今野 大力（こんの だいりき、1904年2月5日 - 1935年6月19日）は、日本の詩人。

## 来歴
宮城県伊具郡丸森町生まれ。幼時に北海道旭川市に移る。小学校卒業後、新聞社給仕を経て、旭川郵便局に勤務。この頃から詩作を始め、1927年に小熊秀雄らと詩誌『円筒帽』を発刊。その後上京し、『婦人戦旗』などの編集にたずさわる。1931年日本プロレタリア文化連盟（コップ）の結成に参加し、『プロレタリア文学』などに反戦詩を発表。1932年3月、駒込署に検挙され、その時の拷問がもとで入院。人事不省に陥り、生死の境をさまよう。回復後の1933年、日本共産党に入党。病気に苦しみながら創作を続けるが、1935年結核で死去。多磨霊園の21区2種12側に葬られていたが、無縁墓地として撤去された。

## 人物
宮本百合子と親交があり、百合子の小説「小祝の一家」は今野をモデルにしている。また、百合子の獄中体験を描いた「刻々」には今野が実名で登場する。
旭川市の常磐公園に詩碑がある。毎年8月に、有志によって大力祭と呼ばれる顕彰が行われている。

## 作品集
- 今野大力・今村恒夫詩集（新日本出版社、1973年）
- 今野大力作品集（新日本出版社、1995年）